# Endostemon
Endostemon  é um gênero botânico da família Lamiaceae

## Espécies
Composta por 26 espécies:
Endostemon albus Endostemon angolensis Endostemon camporus
Endostemon ctenoneurus Endostemon dissitifolius Endostemon elienbeckii
Endostemon glandulosus Endostemon gracilis Endostemon kelleri
Endostemon leucosphaerus Endostemon malosanus Endostemon membranaceus
Endostemon obbiadensis Endostemon obtusifolius Endostemon ocimoides
Endostemon retinervis Endostemon scabridus Endostemon tenuiflorus
Endostemon tereticaulis Endostemon tomentosus Endostemon tuberifer
Endostemon tubulascens Endostemon usambarensis Endostemon villosus
Endostemon viscosus Endostemon wakefieldii